# Revolutionair Communistische Partij (Nederland)
De Revolutionair Communistische Partij (RCP) was in de periode 1945-1952 een Nederlandse politieke partij die was aangesloten bij de in 1938 opgerichte trotskistische Vierde Internationale.
De RCP nam slechts eenmaal, in 1948, deel aan verkiezingen voor de Tweede Kamer, alleen in de kieskringen Amsterdam en Rotterdam. De partij vergaarde 2224 stemmen (0,05 procent). In 1949 deed de RCP in de gemeenten Amsterdam, Rotterdam, Schiedam, Delft, Groningen, Dordrecht en 's-Gravenhage (als 'Socialistisch Blok') mee aan de gemeenteraadsverkiezingen. Nergens werden zetels behaald. Aan de Statenverkiezingen van 1950 deed de partij alleen mee in Noord-Holland en Zuid-Holland, wederom zonder resultaat. 
Het partijblad van de RCP heette De Rode October, later De Tribune. De partijleiding werd gevormd door Sal Santen, Pieter van ’t Hart en Herman Drenth. Het ledental van de RCP bedroeg 126 (in december 1945), 148 (in december 1947) en 99 (in april 1951). 
Een buitengewoon partijcongres besloot in maart 1952 tot opheffing van de RCP. Dit gebeurde op aanwijzing van het internationaal secretariaat van de Vierde Internationale, dat had besloten tot een 'intredepolitiek': trotskisten zouden hun revolutionaire ideeën voortaan moeten uitdragen binnen gevestigde linkse 'massaorganisaties'. RCP-leden werden in dat kader actief in onder meer de Partij van de Arbeid en het Nederlands Verbond van Vakverenigingen en, later, de Socialistische Jeugd en de Pacifistisch Socialistische Partij. Met de oprichting van de Internationale Kommunistenbond kregen de Nederlandse trotskisten in de jaren zeventig weer een eigen politieke partij. 